# Techo retráctil
Un techo retráctil es un sistema de techo diseñado para enrollar el techo de una estructura para que el interior de la instalación esté abierto al exterior. Los techos retráctiles a veces se denominan techos operables o tragaluces retráctiles. El término claraboya operable, aunque bastante similar, se refiere a una claraboya que se abre sobre una bisagra, en lugar de sobre un riel.
Los techos retráctiles se utilizan en residencias, restaurantes y bares, centros de natación, arenas y estadios, y otras instalaciones que deseen brindar protección contra los elementos, así como la opción de tener un techo abierto cuando hace buen tiempo.

## Historia
Los registros de la Oficina de Marcas y Patentes de los Estados Unidos (USPTO) muestran que David S. Miller, fundador de Rollamatic Retractable Roofs, presentó la patente estadounidense 3.277.619 en agosto de 1963 para "una sección de techo móvil y controlable de forma remota para casas y otros tipos de edificios".

## Formas y tamaños
Si bien cualquier forma es posible, las formas comunes son planas,  de cumbrera a cuatro aguas, de barril y de cúpula. Una residencia puede incorporar uno o más retráctiles de 3 pies por 5 pies; un bar o restaurante un techo retráctil de 20 pies por 30 pies; y una sala de reuniones de 50 pies por 100 pies con dos divisiones sobre estacionario.

## Recintos deportivos
Los techos retráctiles de los estadios se utilizan generalmente en lugares donde prevalecen las inclemencias del tiempo, el calor extremo o el frío extremo durante las respectivas temporadas deportivas, para permitir la práctica de deportes tradicionalmente al aire libre en condiciones más favorables, así como la comodidad de los espectadores que miran los partidos. jugado en ese clima. A diferencia de sus predecesores, los domos construidos principalmente durante las décadas de 1960, 1970 y principios de 1980, los techos retráctiles también permiten practicar los mismos deportes tradicionales al aire libre en condiciones al aire libre cuando el clima es más favorable.
Otro propósito de los techos retráctiles es permitir el crecimiento de campos de juego de césped natural en entornos en los que las temperaturas extremas de calor y/o frío harían prohibitivos los costes de instalación y mantenimiento de dicho campo. Las instalaciones en todo el mundo emplean una variedad de configuraciones y estilos diferentes.

### Los primeros recintos deportivos con techo retráctil

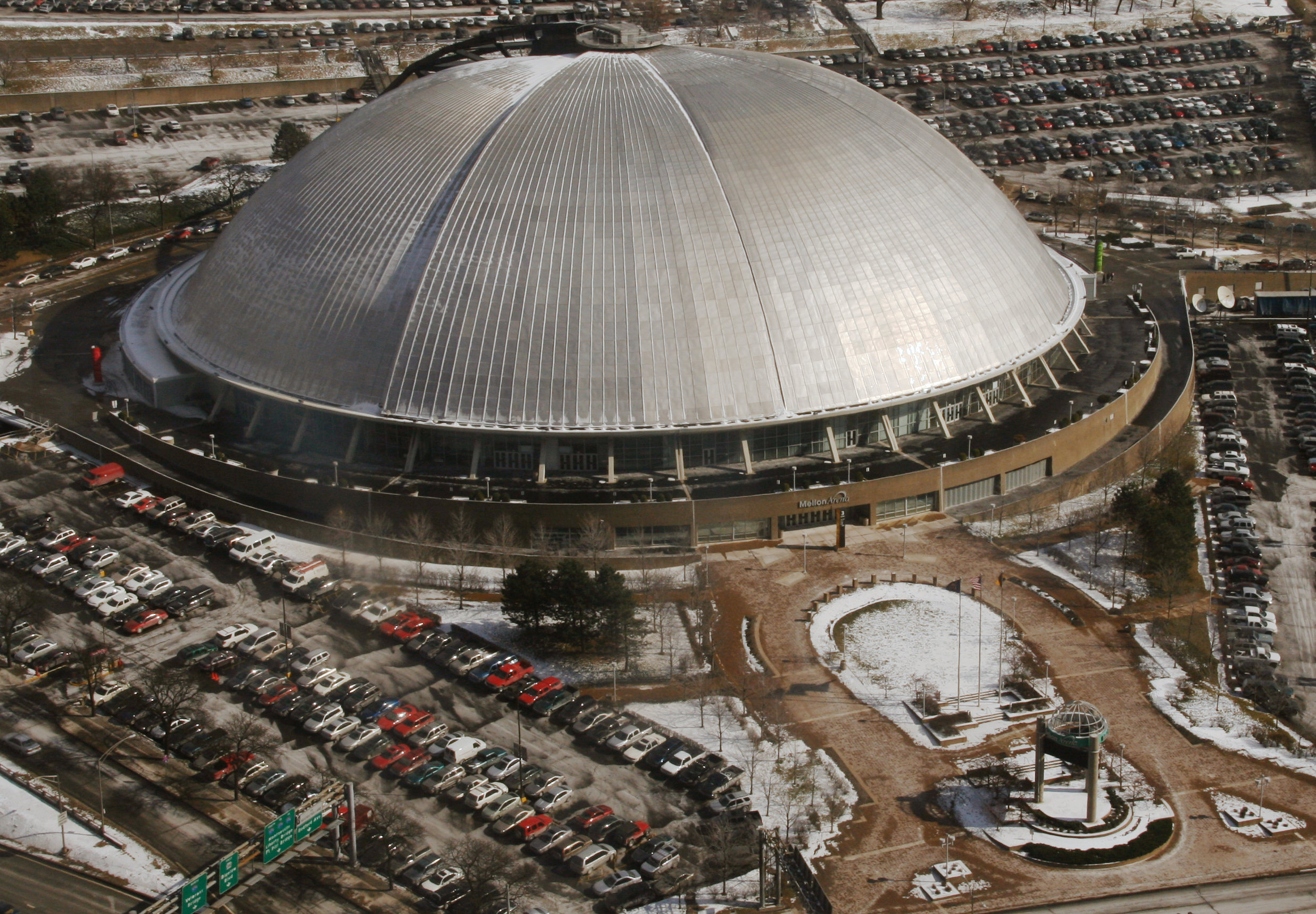
Civic Arena, construido en 1961

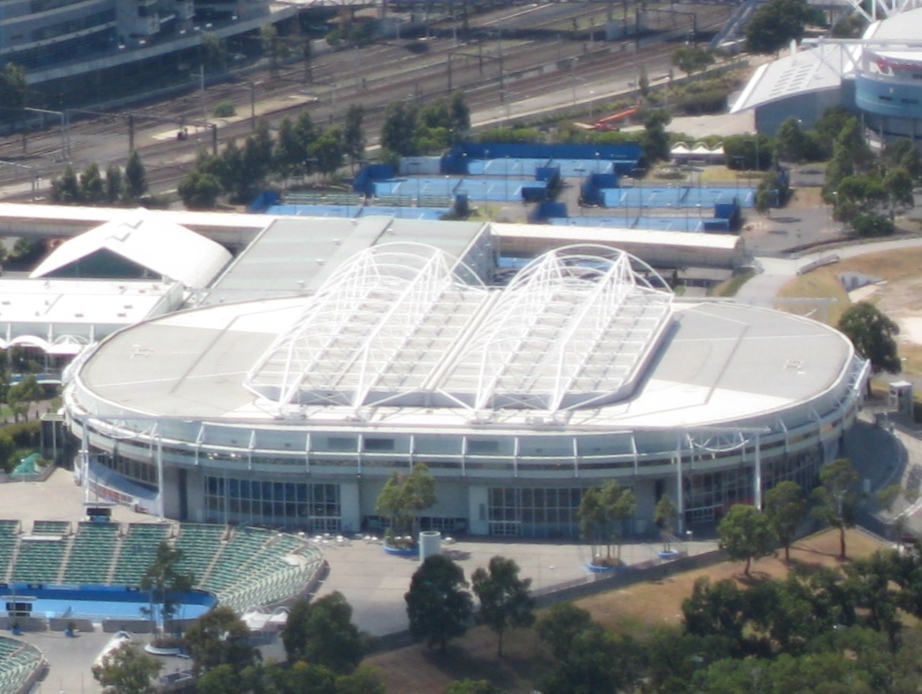
Rod Laver Arena, en la ciudad de Melbourne, Australia

El primer recinto deportivo en el mundo que contó con techo retráctil fue el ahora demolido Civic Arena en Pittsburgh (Pensilvania, Estados Unidos). Construido en 1961 para la Ópera Cívica Ligera de Pittsburgh, el estadio fue la sede de los equipos de baloncesto y hockey sobre hielo de las ligas menores y de la NCAA D-1, antes de convertirse en el campo de los Pingüinos de Pittsburgh de la NHL en 1967, además de albergar a más de una docena de equipos de la temporada regular de la NBA. 
El techo en forma de cúpula de la arena cubría 170 000 pies cuadrados (16 000 m2) y estaba compuesto por ocho segmentos iguales construidos con cerca de 3000 toneladas de acero, en los que seis segmentos podían retraerse debajo de los dos restantes, sostenidos por un techo de 260 pies (79 m) brazo voladizo exterior largo.
El Estadio Olímpico de Montreal, en Quebec, estaba programado para ser el primer estadio con techo retráctil al aire libre en su debut para los Juegos Olímpicos de Verano de 1976. Sin embargo, plagado de problemas de construcción, el techo no se instaló hasta 1987 y no fue retráctil hasta 1988. Incluso entonces, el movimiento del techo era imposible en condiciones de viento fuerte y los problemas técnicos plagaron la instalación. En 1998 se instaló un techo fijo permanente.
Por el contrario, el Rogers Centre (anteriormente conocido como SkyDome) en Toronto, Ontario, tenía un techo retráctil completamente funcional en su debut en 1989